# Dippach-Gare
Dippach-Gare (lb. Dippecher Gare, niem. Dippach-Bahnhof) – mała miejscowość (lieu-dit) w południowo-zachodnim Luksemburgu, w gminie Dippach, w kantonie Capellen. Do 3 października 2015 leżała w dystrykcie Luksemburg.